# Repeating the Honeymoon
Repeating the Honeymoon è un cortometraggio muto del 1918 diretto da Leslie T. Peacocke.

## Produzione
Il film fu prodotto dalla Nestor Film Company

## Distribuzione
Distribuito dall'Universal Film Manufacturing Company, il film - un cortometraggio di una bobina - uscì nelle sale cinematografiche USA il 22 luglio 1918.